# ديجيمون وورلد 2
ديجيمون وورلد 2 (بالإنجليزية: Digimon World 2)‏، (باليابانية: デジモンワールド2، بالروماجي: Dejimon Wārudo Tsu) هي لعبة فيديو بلاي ستيشن تم تطويرها من قبل شركة بانداي وتم نشرها من قبل شركة بانداي وفوكس كيدز في اليابان في 27 يوليو 2000 وهي لعبة قتال الكائنات الرقميه في السلسلة الشهيرة الديجيمون وما يُعرف باللغة العربية بأبطال الديجيتال. بطل السلسلة هو أكيرا الذي يعيش في مدينة رقميّة وهي مدينة خيالية في الأرض الذي يعيش المخلوقات الرقمية في أمن وأمان؛ حيث تبدأ بعض الوحوش بمهاجمة المدينة وينضم أكيرا إلى الفريق الذي يحمي المدينة من الوحوش المتسلطة.